# Spring Branch (comté de Comal, Texas)
Spring Branch est une ville située au sud du comté de Comal, au Texas, aux États-Unis,. La population estimée, en 2018, est de 349 habitants.

### Source de la traduction
- (en) Cet article est partiellement ou en totalité issu de l’article de Wikipédia en anglais intitulé « Spring Branch, Comal County, Texas » (voir la liste des auteurs).